# دیوید پرموت
دیوید پرموت (انگلیسی: David Permut؛ زادهٔ ۲۳ مارس ۱۹۵۴) یک تهیه‌کننده اهل ایالات متحده آمریکا است.
وی تهیه‌کننده فیلم‌هایی همچون تغییر چهره، ستیغ اره‌ای، بزرگسالان راضی، مرد متأهل و کبریت بوده است